# X-Rated Critics Organization
X-Rated Critics Organization é uma organização de críticos do cinema pornô fundada em 1984 nos Estados Unidos. Desde então é realizado o prêmio da XRCO, como é mais conhecida.